# Cheirisophos (Toreut)

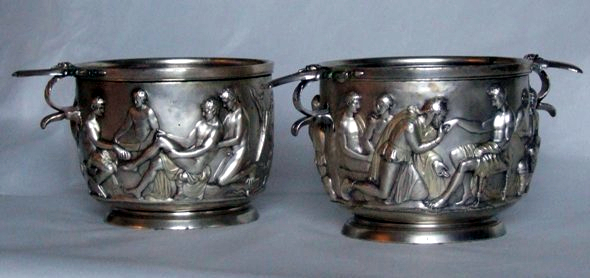
Links Philoktetesbecher, rechts Achilleusbecher

Cheirisophos (altgriechisch Χειρίσοφος) war ein antiker griechischer Toreut (Metallbearbeiter) beziehungsweise Silberschmied, der wahrscheinlich um die Zeitenwende in Italien aktiv war.

## Silberbecher von Hoby
Cheirisophos ist heute nur noch durch zwei Künstlersignaturen auf zwei aus Silber gearbeiteten mit Reliefs verzierten Bechern (Skyphoi) bekannt. Beide wurden offenbar als zusammengehörige Gegenstücke gearbeitet und 1920 im berühmten Männergrab von Hoby auf der dänischen Insel Lolland gefunden. Heute befinden sie sich in der Sammlung des Dänischen Nationalmuseums in Kopenhagen. Sie werden aufgrund der Motive aus dem Umkreis des Trojanischen Krieges, die auf ihnen gezeigt werden, als Philoktetesbecher und Achilleusbecher bezeichnet. Der Philoktetesbecher zeigt die Verwundung und die Heimholung des Philoktetes, der Achilleusbecher zeigt die Auslösung des toten Hektor.

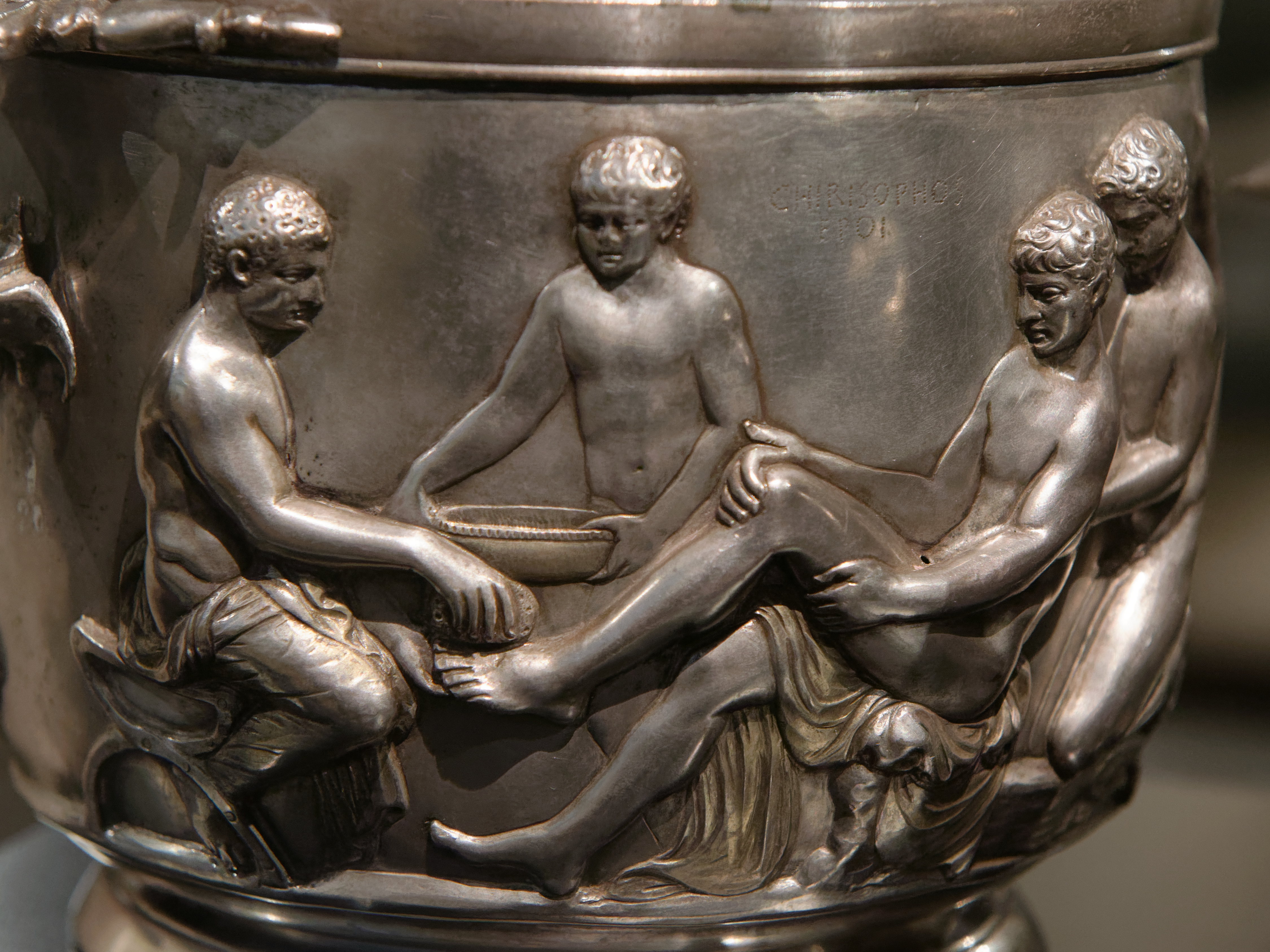
Signatur auf dem Philoktetesbecher, rechts oben zwischen Kopf zwei und drei (von links)

Die Becher gehören zu einer nur kleinen Zahl bekannter Silbergefäße, die von ihren Herstellern mit einer Signatur versehen wurden. Mehr Silberschmiede sind vor allem aus der literarischen Überlieferung insbesondere bei Plinius dem Älteren und Athenaios namentlich bekannt. Die punzierte Signatur wurde jeweils sehr auffällig und mittig auf je einer Seite der Becher vorgenommen. Der Achilleusbecher zeigt sie in altgriechischer Sprache – ΧΕΙΡΙΣΟΦΟΣ ΕΠΟΕΙ  –, der Philoktetesbecher in phonetischer Umschrift, nicht aber latinisiert, in lateinischen Buchstaben: CHIRISOPHOS EPOI (Chirisophos machte es). Der Künstler, nach antiken Maßstäben ein Handwerker, hebt sich somit in ungewöhnlicher Weise selbst als Schöpfer der Werke hervor. Eine weitere Inschrift nennt den Namen des ersten Besitzers: Silius. Möglicherweise handelt es sich dabei um Gaius Silius, Konsul des Jahres 13 und von 14 bis 21 Legat der Provinz Obergermanien. Die Becher waren möglicherweise diplomatische Geschenke an einen „barbarischen“ Fürsten im Norden.
Aufgrund des Motivs, der Form, der Weise der Gestaltung und des klassizistischen Stils der frühen Kaiserzeit werden die Becher in die augusteische Zeit um die Zeitenwende datiert und ihr Herstellungsort in Italien vermutet.

## Einzelbelege
1. ↑  Dänisches Nationalmuseum, Inventarnummer 9/20.
2. ↑  Dänisches Nationalmuseum, Inventarnummer 10/20.

| Personendaten    | Personendaten                                         |
| ---------------- | ----------------------------------------------------- |
| NAME             | Cheirisophos                                          |
| ALTERNATIVNAMEN  | Χειρίσοφος (altgriechisch); Χιρίσοφος (altgriechisch) |
| KURZBESCHREIBUNG | antiker griechischer Toreut                           |
| GEBURTSDATUM     | 1. Jahrhundert v. Chr.                                |
| STERBEDATUM      | 1. Jahrhundert                                        |